# Sobór Trójcy Świętej w Kowlu
Sobór Trójcy Świętej – prawosławny sobór w Kowlu, należący do eparchii włodzimiersko-wołyńskiej Ukraińskiego Kościoła Prawosławnego Patriarchatu Moskiewskiego. 

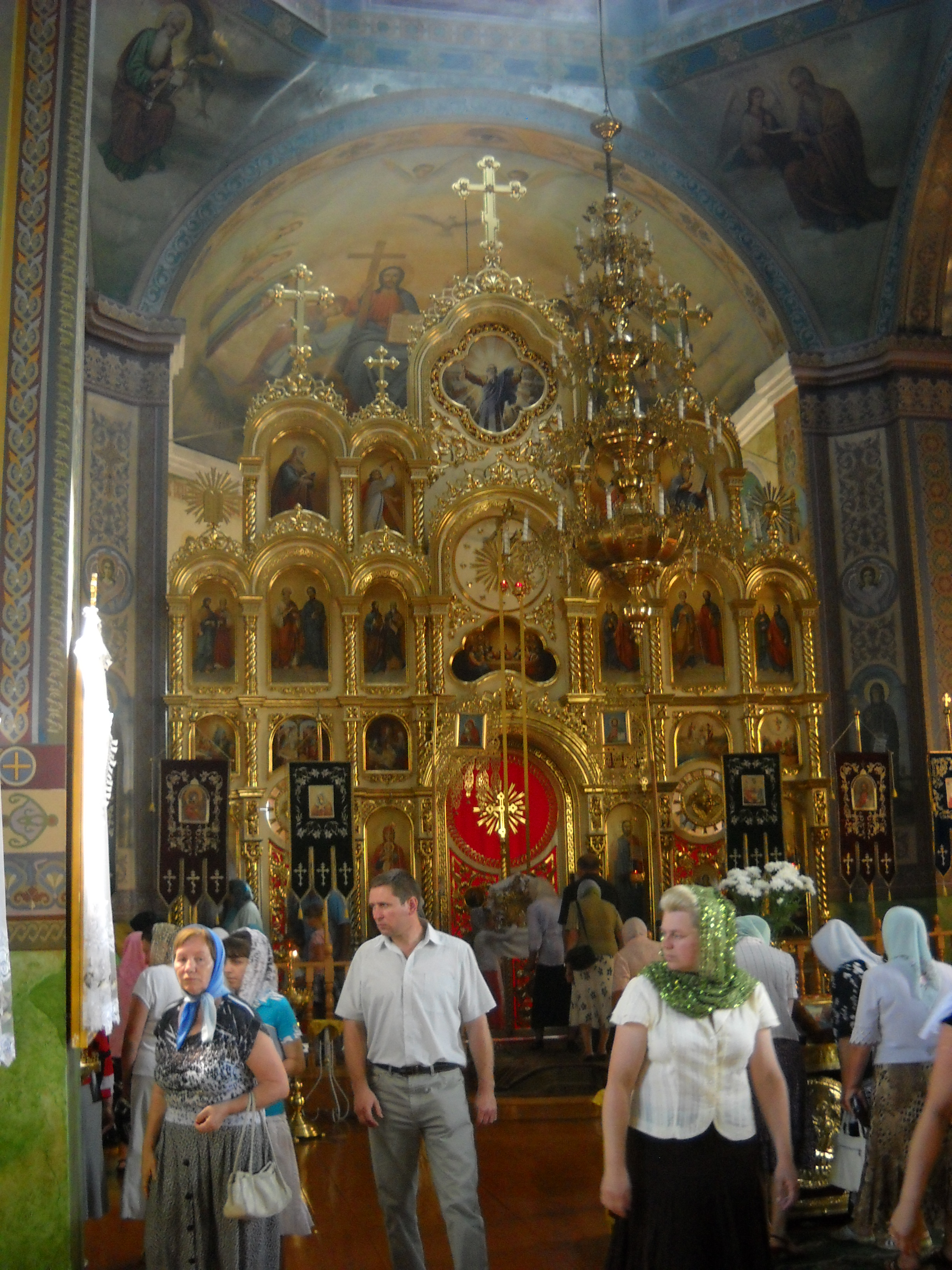
Wnętrze soboru

Sobór Trójcy Świętej był jedną ze świątyń wzniesionych w Kowlu po proklamowaniu niepodległości przez Ukrainę. 25 marca 1991 została zarejestrowana parafia pod wezwaniem Trójcy Świętej; w tym samym roku biskup wołyński i łucki Bartłomiej (Waszczuk) poświęcił fundamenty wznoszonej na jej potrzeby cerkwi. Jej budowa została całkowicie sfinansowana przez wiernych, bez wsparcia ze strony państwa. Pierwsze nabożeństwo w świątyni miało miejsce w 1994, w czasie obchodów Paschy. 1 września 1997 metropolita kijowski i całej Ukrainy Włodzimierz (Sabodan) poświęcił gotowy sobór.
W świątyni szczególną czcią otaczane są relikwie św. Marii Magdaleny oraz św. nowomęczennika metropolity kijowskiego Włodzimierza (Bogojawleńskiego).